# Persan (chat)
Vous lisez un « article de qualité » labellisé en 2009.
Ne doit pas être confondu avec le Shah d'Iran
Pour les articles homonymes, voir Persan (homonymie).
Le persan est une race de chats à poil long. Ce chat de taille moyenne à grande est caractérisé par son poil long et abondant, sa silhouette toute en rondeur et son visage au museau très court. La durée de vie d'un chat Persan se situe entre 12 et 17 ans. Reconnue depuis la fin du XIXe siècle, la race est d'abord modifiée par les Britanniques, puis essentiellement aux États-Unis après la Seconde Guerre mondiale.
La sélection menée par les éleveurs a permis le développement d'une grande variété de robes, mais aussi d'une forme de visage très écrasée et controversée. De nombreuses races sont également issues ou améliorées par le persan, notamment l'exotic shorthair et le minuet. L’élevage du chat persan se caractérise par un entretien régulier de sa fourrure, de ses yeux et de ses oreilles. En raison d'une importante consanguinité utilisée pour fixer le type, le persan peut également être atteint par une maladie héréditaire, la polykystose rénale autosomique dominante (PKD), bien que de plus en plus de lignées en soient exemptes aujourd'hui.
Le caractère placide et casanier du persan lui confère une propension à la vie en appartement. Très prisée, cette race se retrouve dans toutes les expositions félines ; c'est également le chat de race le plus vendu dans le monde. Le persan fait de nombreuses apparitions dans les livres et le cinéma.

## Historique

### Les premiers chats à poil long
Le nom de la race fait référence à l’un des ancêtres du persan, il s’agit de l'angora turc. Cette race, qui proviendrait des frontières de la Turquie et de l'Iran, à savoir la Perse, a donné au persan le gène responsable de son pelage à poils longs. C'est pour cela que le mot « persan » a été choisi pour nommer la race.
Un autre ancêtre présumé serait une race de chat trouvée au Khorassan qui possédait de longs poils gris. Buffon décrit les chats du Khorasan comme des chats qui « ressemblent par la couleur à ceux que nous appelons chats chartreux, et qu'à la couleur près, ils ressemblent parfaitement à ceux que nous appelons chats d'Angora ». En effet le persan correspondait à l'époque à la variété bleue de l'angora, qui lui était blanc.
Pietro Della Valle aurait ramené en Italie de ses voyages en Perse durant le XVIe siècle des chats à poil long qui n'existaient alors pas en Europe. Ces chats se seraient d'abord reproduits en Italie, puis introduits en France où ils ont été appréciés par les femmes de la bourgeoisie. L'initiateur de la mode des chats aux longs poils en Europe a été Nicolas-Claude Fabri de Peiresc (1580-1637), conseiller au Parlement d'Aix-en-Provence, qui en introduisit un couple en France. Il avait fait venir des chats de Damas comme des curiosités.

### Développement de la race

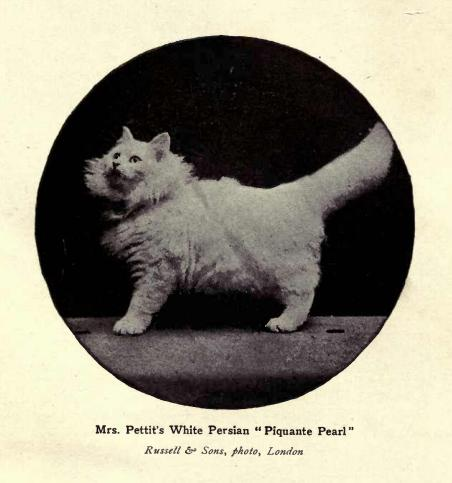
Les premiers persans étaient moins typés qu'à l'heure actuelle, comme ce sujet blanc de 1902.

Par la suite, la race arriva en Grande-Bretagne où elle connut vite une grande popularité. La mode était à l'exotisme et on l'appela successivement « chat français », « chat chinois » puis « chat indien ». On finit par l'appeler simplement longhair (poil long en français), en rapport à sa fourrure.
Dans le courant du XIXe siècle, les premiers persans sont créés par croisement des angoras déjà présents en Angleterre avec des chats de type européen. Les objectifs concernant la morphologie et la fourrure auraient été atteints par les Britanniques dès les années 1850.
Les premiers sujets ont été présentés lors de la première exposition féline du Crystal Palace de Londres en 1871. Ils figuraient en exposition à côté des british shorthair dont les Britanniques étaient très fiers.
À cette époque, un programme d’élevage avait déjà été mis en place par les éleveurs britanniques. On croisa le longhair de l'époque avec le british shorthair. Il en résulta un chat plus rond. Un long travail fut tout d'abord accompli pour améliorer la qualité du poil et arrondir la silhouette du chat. Les éleveurs britanniques travaillent par la suite à diversifier les robes : les premiers persans étaient unicolores, mais dès la fin du XIXe siècle, les persans particolores (bicolores ou tricolores), tabby, smokes, chinchilla, silver shaded et golden  sont présentés aux expositions. En 1889, le premier standard est établi pour une race désormais nommée persan.

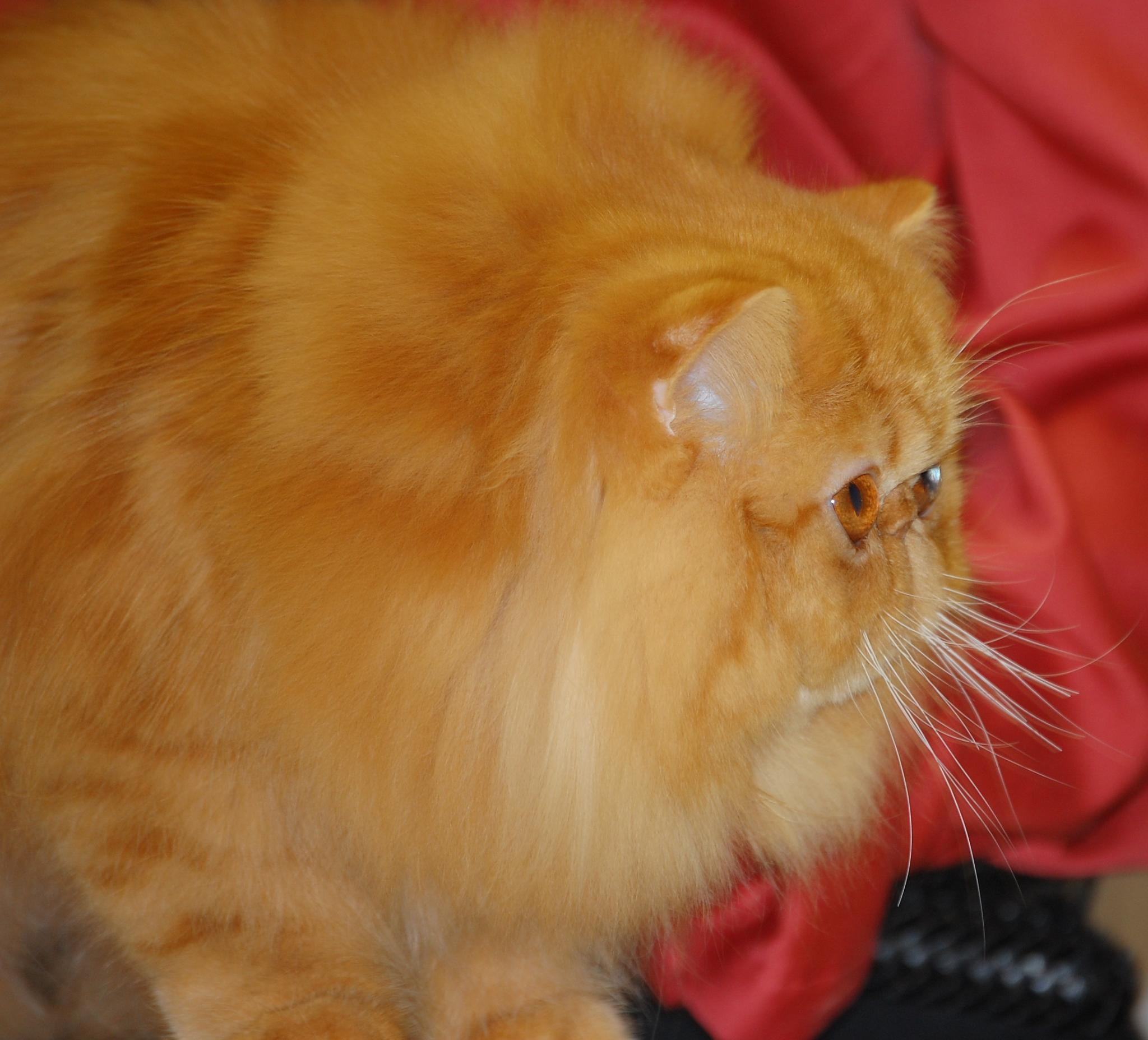
La face écrasée du persan peke-face.

La popularité de la race gagna rapidement les États-Unis qui continuèrent le travail de sélection mené par les Britanniques. Les Américains allèrent plus dans les extrêmes, en arrondissant encore le persan et en travaillant à la diversité des couleurs. La robe caméo est ainsi créée dans les années 1950 aux États-Unis. C'est en 1930 que les éleveurs américains parviennent à créer une nouvelle variété de persan : le «peke-face» ou « pékinois » pour les éleveurs francophones, qui fait allusion à la race de chien pékinois qui a une tête très plate,. La création de cette nouvelle variété engendra de nombreuses controverses en Europe dès 1970, d’un côté les défenseurs du type « anglais » et de l'autre les adeptes du type « américain ». Cette polémique concernant ces types de persans existe encore de nos jours.
Les persans unicolores arrivent en France au début du XXe siècle et les premiers élevages commencent durant l'entre-deux-guerres.

### Popularité

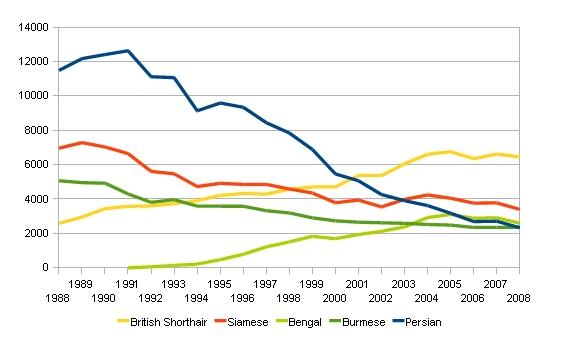
Statistiques d'inscriptions des chats de race à la GCCF : le persan (courbe bleue) est en décroissance depuis le début des années 1990.

Dans les années 2000, le persan a été le chat de race le plus prisé dans de nombreux pays, bien qu'il ait perdu de plus en plus de terrain face à d'autres races, notamment le maine coon et le bengal,. En France, il représente un tiers des chats de race enregistrés en 2007, c'était également la race la plus élevée aux États-Unis en 2008 et en Angleterre il se place en quatrième position depuis 2006. Toutefois, le persan est la seule race dont les inscriptions au LOOF ont diminué entre 2003 et 2007, et cela de plus d'un quart.
| Année | LOOF         | LOOF | GCCF         | GCCF |
| ----- | ------------ | ---- | ------------ | ---- |
| Année | Inscriptions | Rang | Inscriptions | Rang |
| 2003  | 5358         | 1er  | 3908         | 3e   |
| 2007  | 3981         | 1er  | 2715         | 4e   |

Le développement des persans trop typés a été ralenti. En effet, ces variétés ne semblent pas être très appréciées à cause de leurs particularités physiques. À savoir une tête très plate et des yeux globuleux. De plus, ces chats ont souvent des problèmes aux yeux à cause d'un mauvais fonctionnement de leurs canaux lacrymaux et respiratoires.
C'est aussi le chat de race le plus abandonné, il représente 70 % du total des chats racés abandonnés, probablement à cause de l'entretien quotidien qu'il demande et des maladies rénales dont il peut souffrir.
Au Canada, le persan est la 3e race de chat la plus populaire entre 2016 et 2019, selon l’AFC.

## Standards
Les différents standards des associations félines sont globalement très proches pour décrire le « persan idéal ». Toutefois, l'échelle des points est différente selon les fédérations, certaines préférant privilégier la couleur de la robe à la forme du visage. Les différentes couleurs sont souvent divisées (tabby, bicolore, solide, etc.) afin de simplifier les notations.

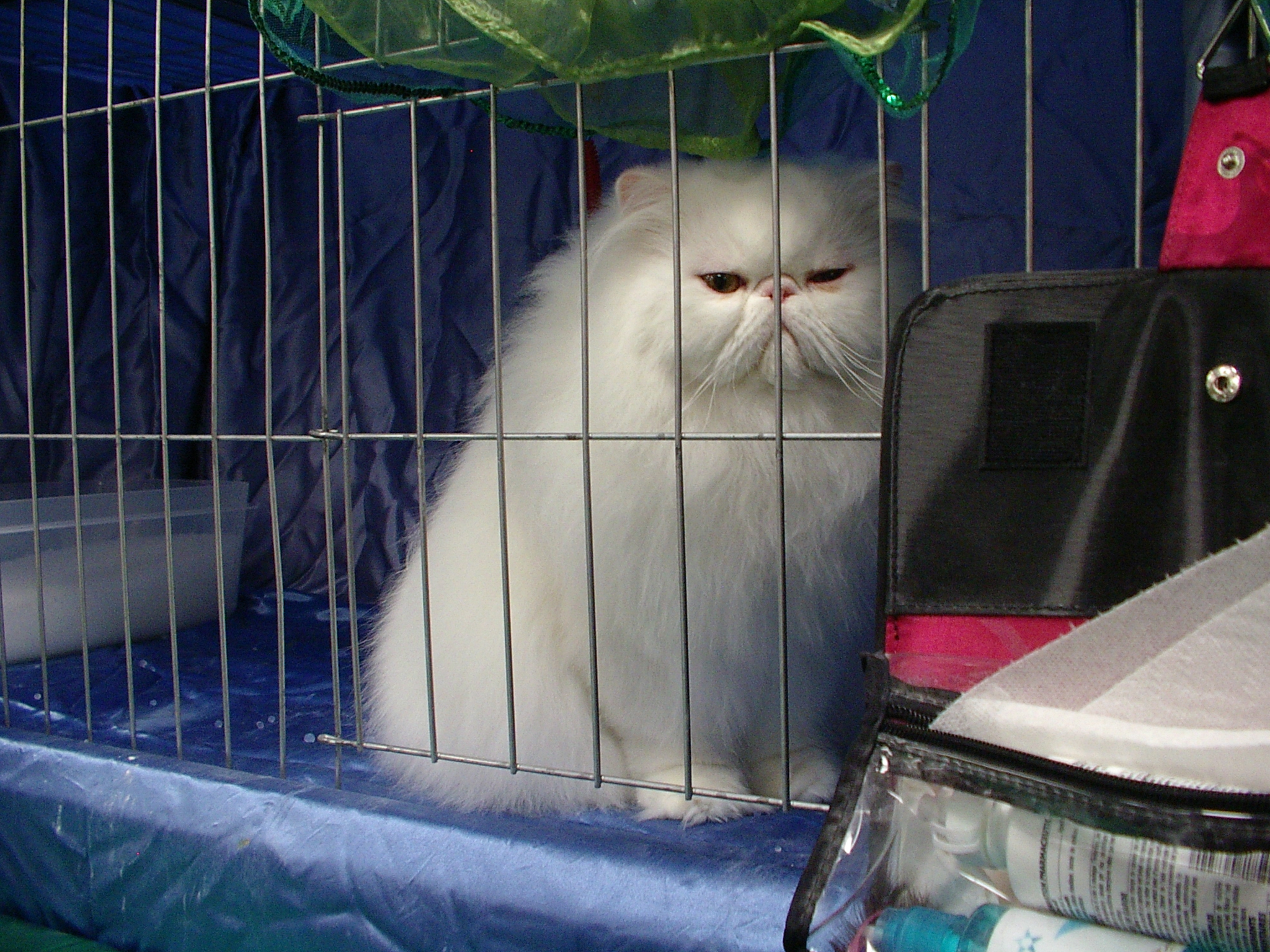
Persan blanc dans sa cage avant de concourir au Championnat CFA de 2006 au Madison Square Garden.

| Fédérations | Tête | Couleur des yeux                            | Corps | Robe et couleur | Aspect général |
| ACF         | 30   | 15                                          | 20    | 30              | 5              |
| ACFA        | 35   | cinq points inclus dans « Tête »            | 30    | 30              | 5              |
| CFA         | 30   | 10                                          | 20    | 30              | 10             |
| FIFé        | 25   | 15                                          | 25    | 30              | 5              |
| LOOF        | 35   | cinq points inclus dans « Robe et couleur » | 35    | 25              | 5              |
| TICA        | 35   | dix points inclus dans « Tête »             | 35    | 20              | 10             |
| WCF         | 30   | 15                                          | 20    | 30              | 5              |

### Corps
Le persan est un chat tout en rondeur de type bréviligne. Son allure générale montre un chat de taille moyenne à grande, massif et court sur pattes. Le corps doit être musclé et sans obésité, avec un dos droit mais pas trop long. Une longueur excessive du dos entraîne des pénalités de la part des juges. Les hanches et les épaules sont rondes et d’une même largeur, avec une poitrine profonde et large, et le reste de l'abdomen arrondi également. L'encolure doit être courte et massive, donnant l'impression que la tête est directement encastrée dans les épaules. Une poitrine trop étroite et un cou court sont considérés comme des défauts en exposition,.
Les pattes sont courtes, robustes et bien droites. Les pieds sont grands, ronds et fermes avec des doigts bien serrés. Les standards australien (ACF) et de la World Cat Federation (WCF) précisent que des touffes de poils entre les coussinets sont préférables,. La queue, droite et bien fournie, est plutôt courte, mais elle doit tout de même rester proportionnelle à la longueur du corps car une queue trop longue est un défaut,.

### Tête

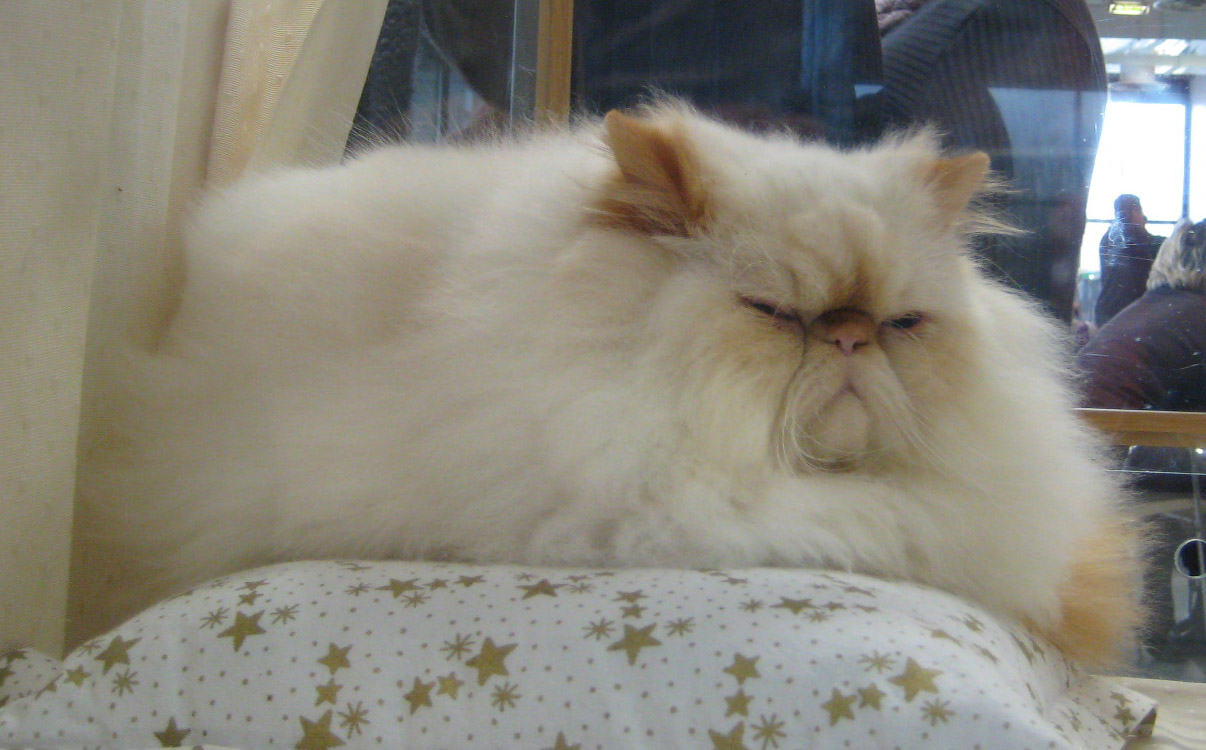
On peut voir le stop profond du nez et la face aplatie chez ce persan colourpoint.

La tête du persan est typique de la race et c'est probablement ce qui permet de le reconnaître de loin. Elle est ronde et massive, avec des pommettes saillantes, un museau rond et le crâne formant un dôme. Le menton est fort. D'une manière générale, l'expression du visage est douce. Pour ceci, les os du visage doivent être ronds. Le nez est aussi large que long, aplati et marqué par un stop profond. Si on le regarde de profil, le menton et le nez sont sur une même ligne verticale. Idéalement, le stop est placé entre les yeux et les narines doivent être bien ouvertes pour une bonne respiration. Les sujets présentant une gêne respiratoire sont interdits de tout titre en exposition et donc les narines doivent être bien ouvertes pour permettre une respiration normale,.
La mâchoire du persan est plus courte que celles des autres chats. En moyenne, la mâchoire inférieure mesure 2,6 cm de long pour 2,5 cm de large tandis que celle d'un chat de gouttière mesure 3,1 cm de long pour 2,9 cm de large. La mâchoire supérieure mesure 2,75 cm de long pour 2,95 cm de large et respectivement 3,45 cm et 3,5 cm pour un chat de gouttière. Cette différence de taille des mâchoires sans qu'il n'y ait de différence significative de taille corporelle a des conséquences sur la préhension du persan : les croquettes sont avalées en les entraînant avec la face inférieure de la langue, ce qui est très inhabituel chez les chats.
Les yeux sont placés éloignés l'un de l'autre sur la tête. Ils sont grands et ronds et d'une couleur assortie à la robe. La couleur doit être la plus intense possible car trop pâle elle est considérée comme un défaut. Les oreilles sont presque rondes, petites et peu ouvertes à la base et bien espacées sur le crâne. Le contraire entraîne des pénalités. L'intérieur de l'oreille doit être bien fourni en poils,.
Certaines associations défendent une forme du visage plus traditionnelle le « doll face » ou « tête de poupée », arguant que les « peke-face » ont d'importants problèmes lacrymaux et respiratoires et qu'il est donc inconvenant de développer de telles variétés. À l'inverse, la fédération canadienne CCA-AFC reconnaît le peke-face comme une classe à part dans la race du persan, où ne sont autorisées que les robes uniformes rousses et tabby rousse.

### Robe et fourrure
La fourrure est longue, dense et uniforme sur tout le corps. Les poils doivent mesurer 10 cm en moyenne. Mais leur taille peut aller jusqu'à 20 cm, notamment autour du cou. C'est la seule race ayant les poils longs, toutes les autres étant reconnues comme mi-longues. Le poil est très soyeux, fin, avec un sous-poil abondant donnant un peu de volume. Une collerette est appréciée et elle doit se continuer entre les pattes et même jusque sous le ventre. Pour les expositions, le poil doit être soigneusement préparé et brossé pour éviter des pénalités. Un bon volume est également un bon point. En revanche, toute présence de nœuds est très peu appréciée.
Toutes les couleurs et toutes les robes sont acceptées. Actuellement[Quand ?], plus de cent cinquante variétés de persans sont reconnues, mais il en existe plus de trois cents. Ce chiffre qui était de treize variétés reconnues par la FIFé en 1970, n'a cessé d'augmenter puisqu'en 1980, il était déjà de vingt-trois. Il existe une explication à ce nombre de variétés important. En effet, chaque combinaison de type de robe et de couleur constitue une variété : un persan bleu tabby est une variété différente du persan roux tabby par exemple.

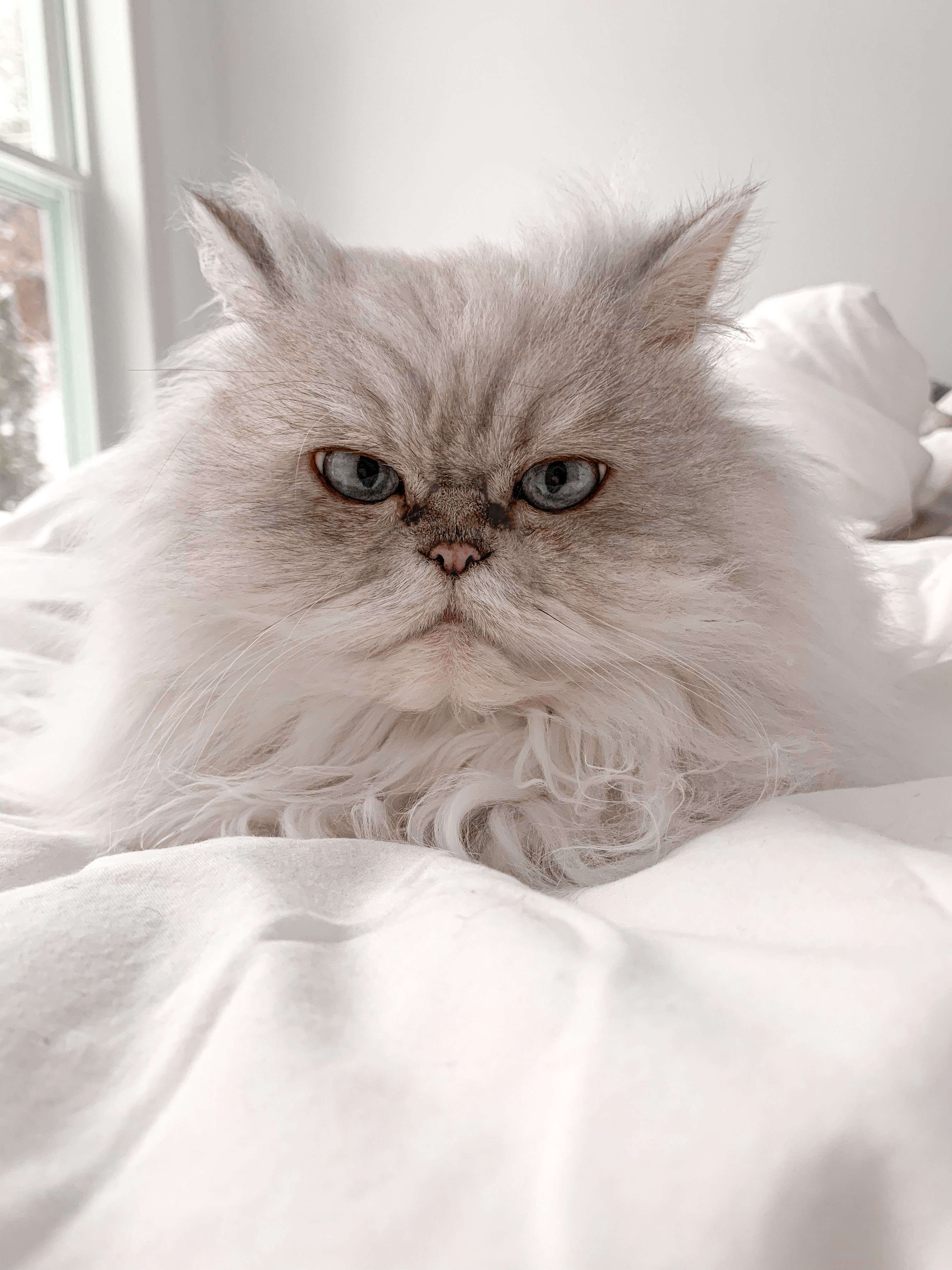
Les poils longs du persan.

De nombreux termes techniques permettent de désigner toutes les robes de chat, certains mots sont toutefois propres aux persans. Ainsi, le terme « persans classiques » désigne les robes uniformes, écaille de tortue, « smoke », particolore et tabby.

#### Robes uniformes
Les persans uniformes ou « solids » ou encore unicolores ont une robe de couleur unie. Les couleurs de robe sont le blanc, bleu, noir et roux, mais également crème, chocolat et lilas. La couleur de la robe ne doit pas varier : par exemple, un persan blanc ne doit pas présenter de taches brunes. En dehors du persan blanc, la seule couleur autorisée pour les yeux est le orange et ses variations (cuivre par exemple).
Les premiers persans étaient unicolores. Les robes les plus anciennes sont le bleu, le blanc et le noir. Le persan bleu, apprécié par la reine Victoria, a connu rapidement le succès : la Société des persans bleus, créée au Royaume-Uni en 1901, est le premier club de race. Aux États-Unis et en France, cette couleur a également été à la mode au début du XXe siècle. Il est probable que cette couleur ait été obtenue à partir de croisements entre persans noirs et blancs et les premiers individus avaient des traces tabby sur leur robe. Ayant été sélectionné depuis très longtemps, le persan bleu est en général bien typé et est utilisé pour améliorer les autres variétés.
Le persan blanc, né du croisement avec des angoras turcs et des persans bleus, existe depuis le XIXe siècle et a été présenté pour la première fois en exposition à Londres en 1903. Pour éviter la surdité des chats blancs aux yeux bleus, il fut croisé avec des british shorthair, afin d'obtenir des chats aux yeux jaunes ou vairons. Les yeux verts ne sont pas autorisés (« vairon » signifie avec un iris entouré d'un cercle blanchâtre ou des yeux de couleur différente).
Connu dès le XVIe siècle, le persan noir, très recherché au XIXe siècle, est difficile à obtenir : on comptait, en 1910, seulement dix-sept persans noirs dans les expositions, mais cette robe s'est développée après la Première Guerre mondiale. La rareté du persan noir s’explique par la difficulté d’obtenir un noir parfait, sans aucune tache grise ou brune ; l’entretien du persan noir est également plus ardu car l’humidité et le soleil ont tendance à modifier la couleur du pelage. Aux États-Unis, seul un persan noir a été élu trois fois « chat de l'année ».
Le persan roux naît rayé : ces marques tabby doivent par la suite s'effacer complètement. Toutefois, il reste fréquemment des marques fantômes sur le visage, les pattes et la queue. On considère que les rayures sont en fait cachées par la longueur du poil. Apparus en Angleterre dès 1895, de nombreux persans roux périrent au cours de la Seconde Guerre mondiale, notamment en Allemagne. Ce n’est qu'après la guerre que l'intérêt porté par les Britanniques et les Australiens à cette variété permit de relancer l'élevage sélectif.
Les couleurs chocolat et lilas sont plus récentes et sont les résultats de l'élevage du persan colourpoint dans les années 1940 ; encore rares, ces deux variétés ont nécessité une sélection très forte pour obtenir une couleur uniforme de la robe et retrouver la morphologie du persan, notamment la forme du visage modifiée par l'apport de sang siamois. Le persan crème, amélioré par les éleveurs des États-Unis, avait auparavant été écarté des portées par les Britanniques. Il est à l'origine issu de croisements accidentels entre persans bleus et persans roux ou entre persans écaille de tortue et roux tabby, et reste l'une des variétés les plus rares.

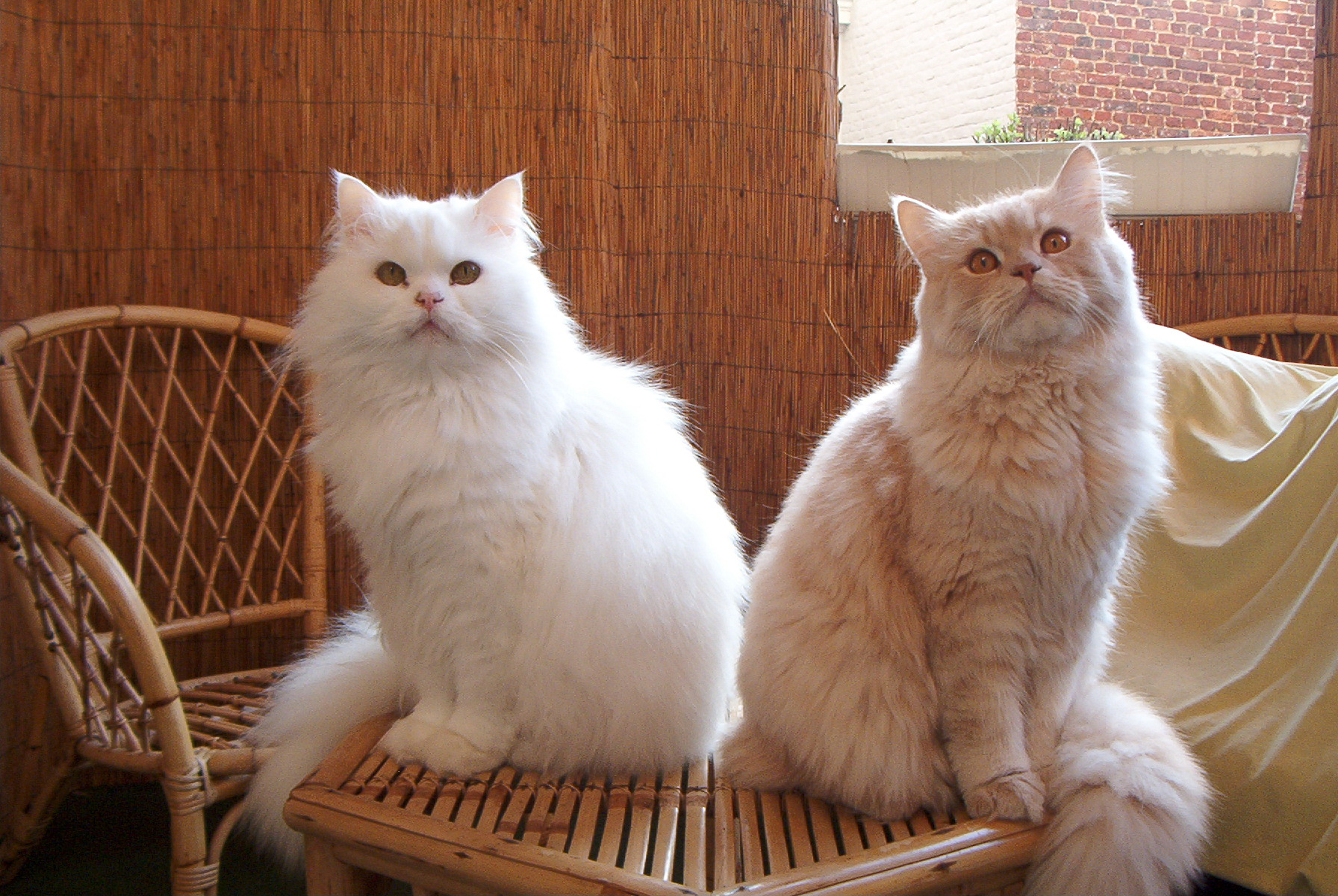
Persan blanc et persan crème.
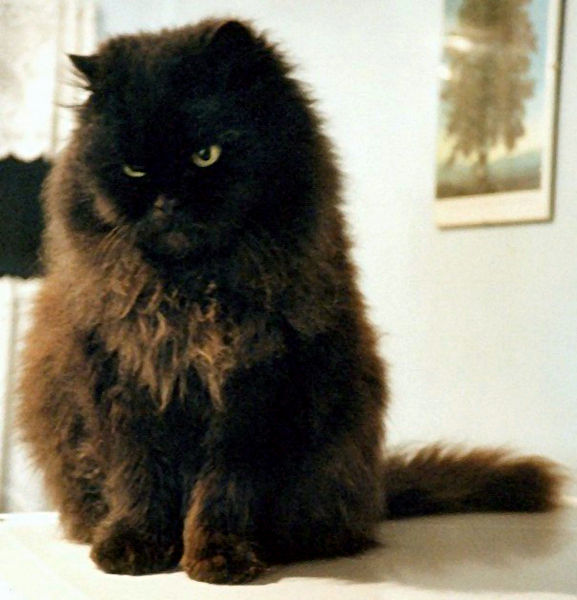
Persan chocolat.
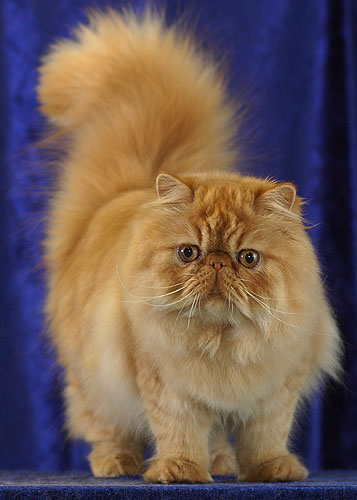
Persan roux.
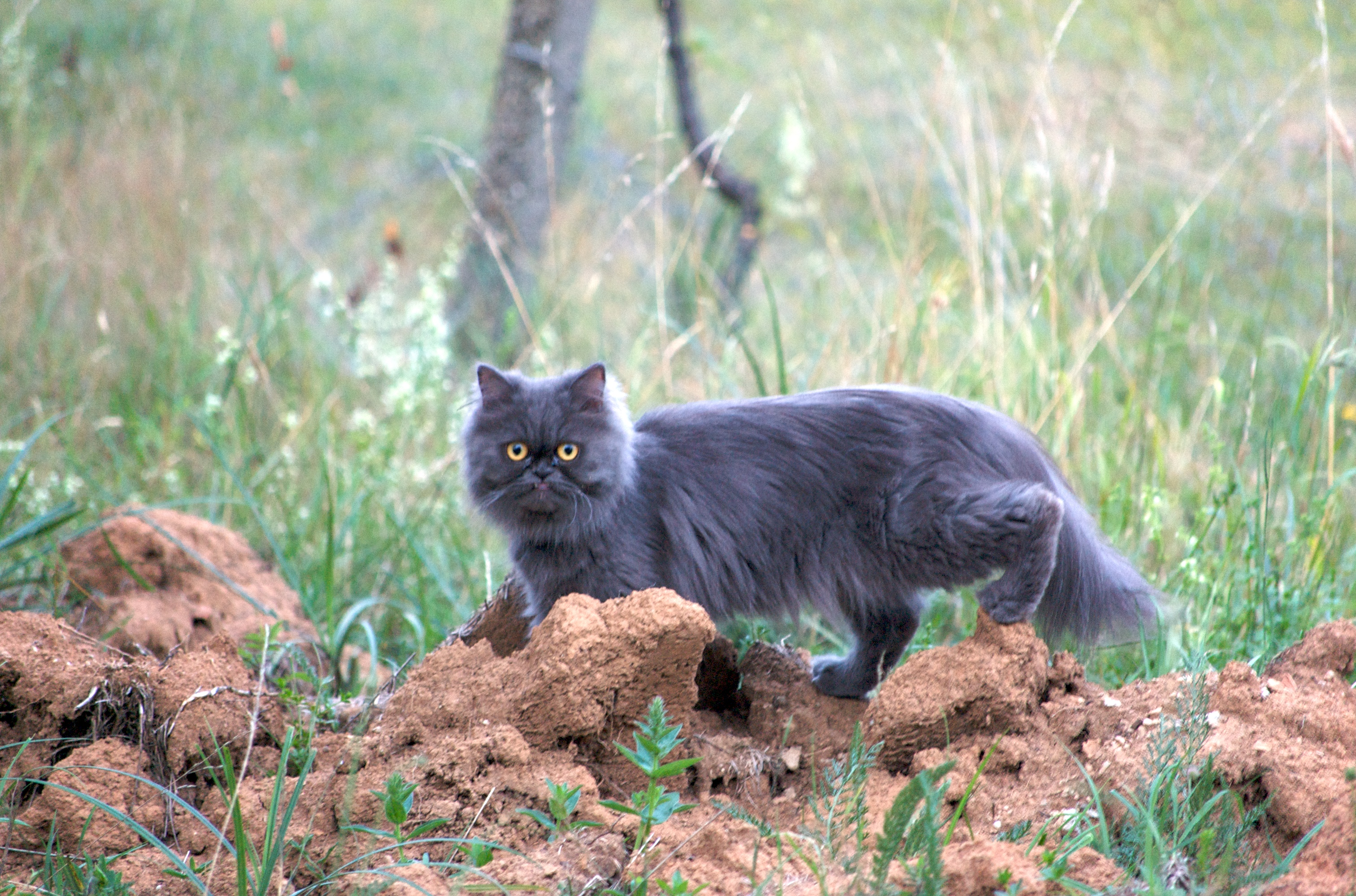
Un persan bleu.

#### Robes particolores et écaille de tortue
Les persans particolores et écaille de tortue sont présentés dès la fin du XIXe siècle en expositions au Royaume-Uni : il s'agit alors de persan noir et blanc et de l’écaille de tortue et blanc.
Les persans particolores peuvent être bicolores, arlequin ou van. Le pelage des bicolores doit être constitué de plages de deux couleurs différentes, avec au maximum la moitié de la robe de couleur blanche. Les standards des années 1960 demandaient que les taches de couleurs soient symétriquement réparties, mais ce critère trop difficile à obtenir a depuis été aboli.
C'est à partir des années 1970 que les robes écaille de tortue apparaissent de manière fortuite dans les portées. Une hypothèse d'« apparition » des robes tricolores serait le croisement avec des chats sans pedigree à poil court. Selon les pays, le mélange entre les différentes couleurs doit être plus ou moins bien réparti : par exemple, pour l'écaille bleu et crème, les standards américains souhaitent des taches bien distinctes tandis que les Anglais et les Australiens demandent des couleurs fondues entre elles. Les écailles de tortue composées de couleurs diluées comme le chocolat, le lilas et le crème sont apparues plus tardivement.

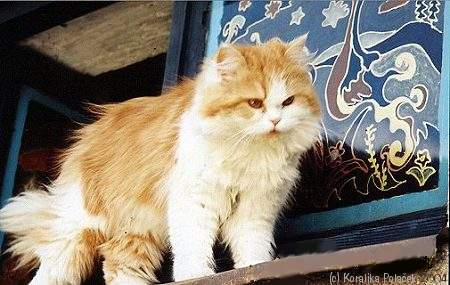
Persan bicolore roux.
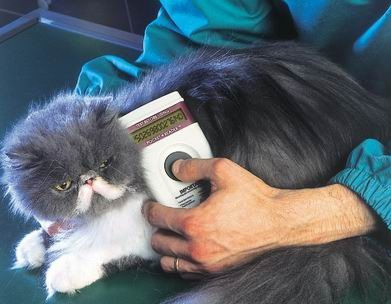
Persan bicolore bleu.
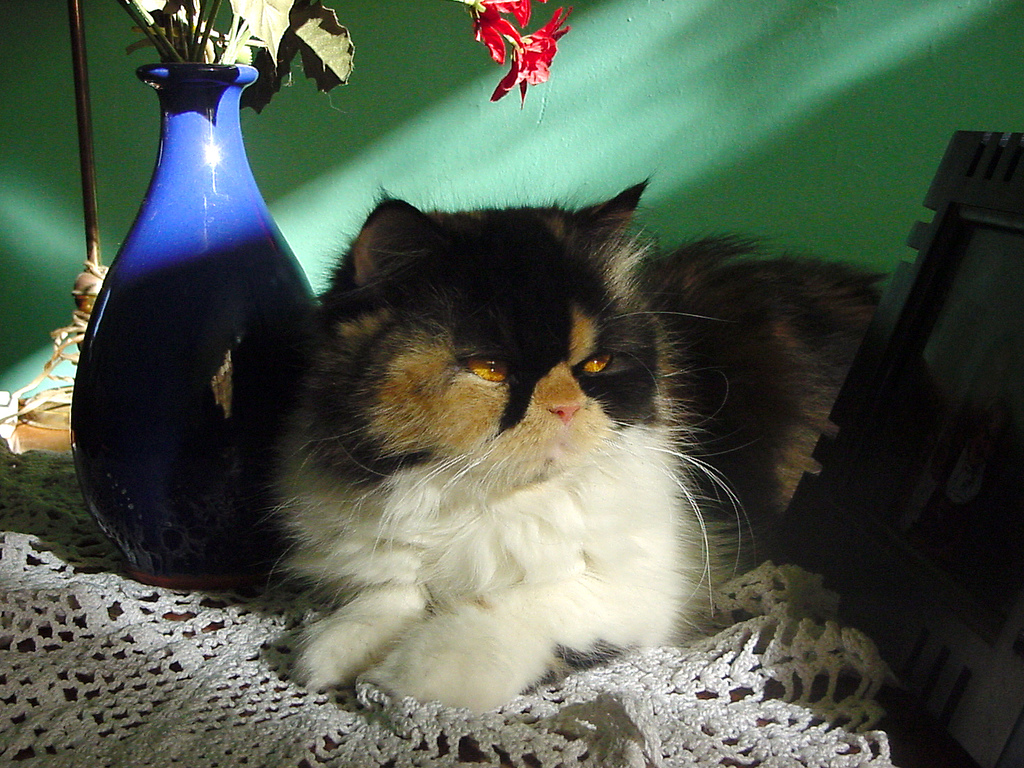
Persan écaille et blanc.
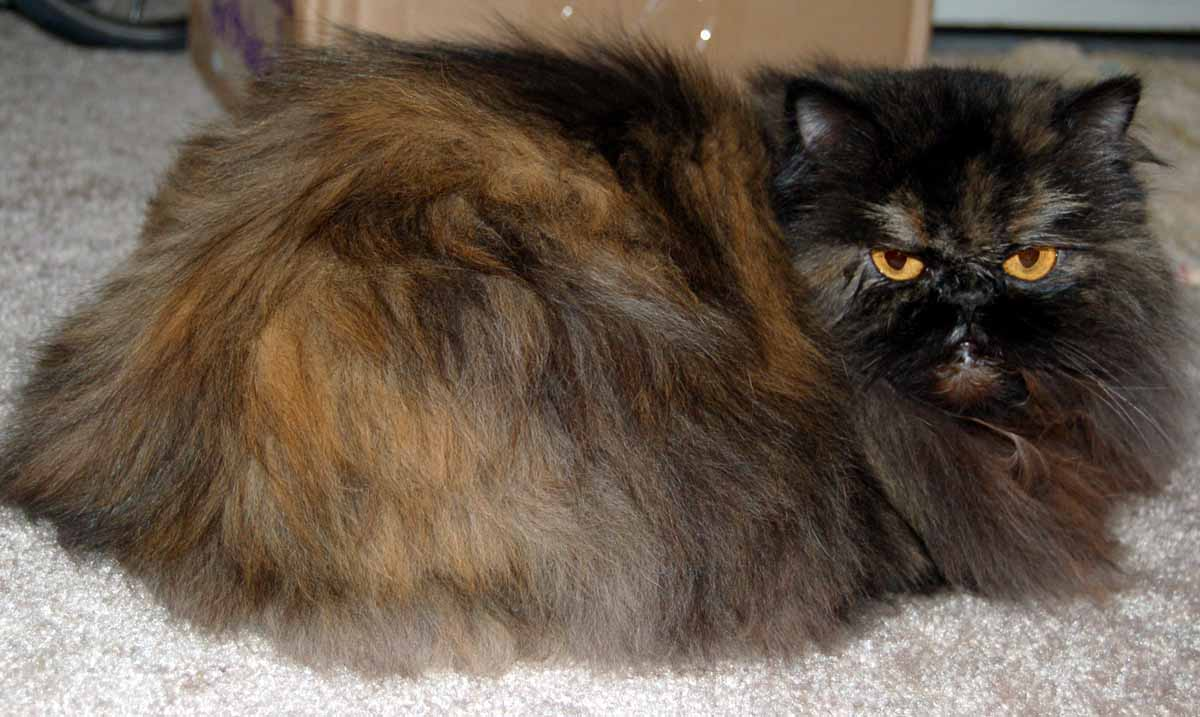
Un persan écaille de tortue.

#### Robes tabby

##### Robes blotched, mackerel, spotted et ticked tabby

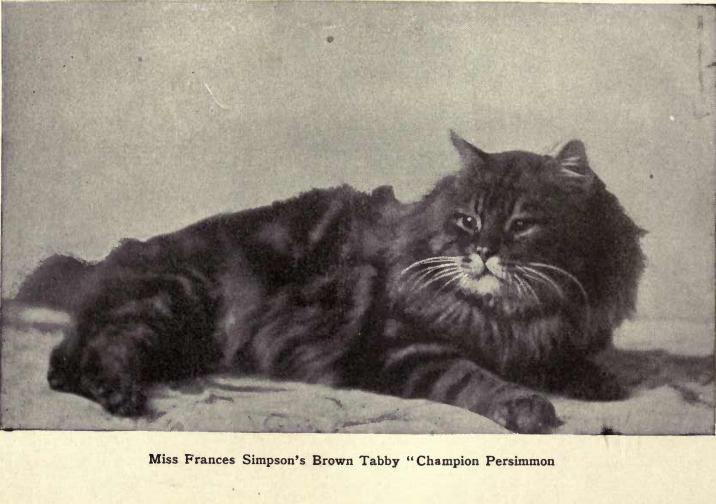
Persan brown tabby de 1902, maintenant très rare.

Les tabby ont une robe qui se rapproche de celle de l'ancêtre sauvage ; on distingue les tabby marbrés, tigrés, mouchetés et ticketés. Les marbrés ont de larges rayures et des taches ovales apparaissent sur leurs flancs, tandis que les tigrés ont des rayures beaucoup plus fines et parallèles. Les mouchetés n'ont pas de rayures mais des taches rondes. Les ticketés n'ont pas de dessin sur le corps.
Dans certains pays, le persan tabby est reconnu comme race, en partie grâce à leur histoire. En effet ces persans sont apparus au début du XXe siècle. Certaines hypothèses affirment que le persan tabby provient de croisements entre Persans et Européen. Une autre hypothèse avance le fait que les persans furent croisés avec des chats importés de Bagdad. En effet, Attabiah, un quartier de Bagdad, serait l'origine du mot « tabby ».
Buffon décrit un persan tabby et le « brown tabby » est très à la mode à la fin du XIXe siècle. À Paris, on présente en exposition les persans tigrés en 1927. La race fut fixée en 1930. Durant la Seconde Guerre mondiale, de nombreuses lignées britanniques de persans tabby disparaissent, notamment les tabby bruns et bleus qui sont à présent rares : les tabby roux, crème et argent sont mieux représentés.

##### Robes fumées

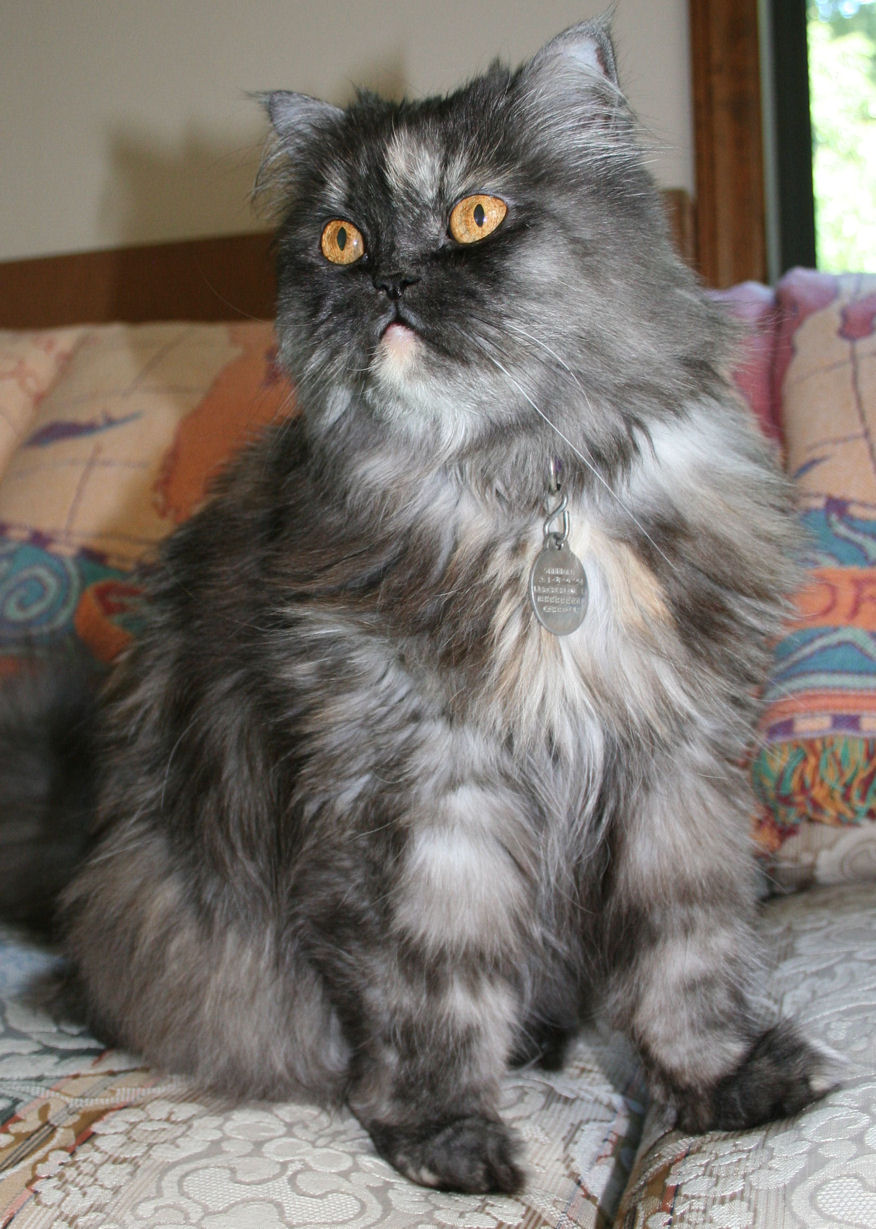
Persan black smoke.

Les robes fumées ou « smoke » ont les poils décolorés à la base. Les poils sont généralement blancs jusqu'à un tiers de leur longueur, puis ils sont de la couleur de la robe : le contraste est plus impressionnant en hiver, lorsque la fourrure est longue.
Le persan smoke apparut au début du XIXe siècle. Il est le résultat d'une mutation naturelle du persan tabby argenté. Une autre hypothèse avancée est le croisement fortuit entre persans noirs, bleus, blancs et chinchillas. Le persan fumé fut reconnu en Grande-Bretagne dans les années 1860. Toutefois, leur élevage périclita (en 1912, on ne comptait plus que douze spécimens) et à la fin de la Seconde Guerre mondiale, il n'en existait presque plus. Il faut attendre les années 1960 pour que l'élevage reprenne et que les éleveurs arrivent à fixer la couleur du poil.
Les persans smoke sont souvent noirs, mais il existe aussi des smoke bleus, chocolats, roux, lilas, crème, écaille. Les persans fumés ont les yeux cuivre ou orange cerclés de noir. Leur aspect fumé provient du tipping foncé et long de leurs poils.

##### Persans chinchillas, silver shaded et golden

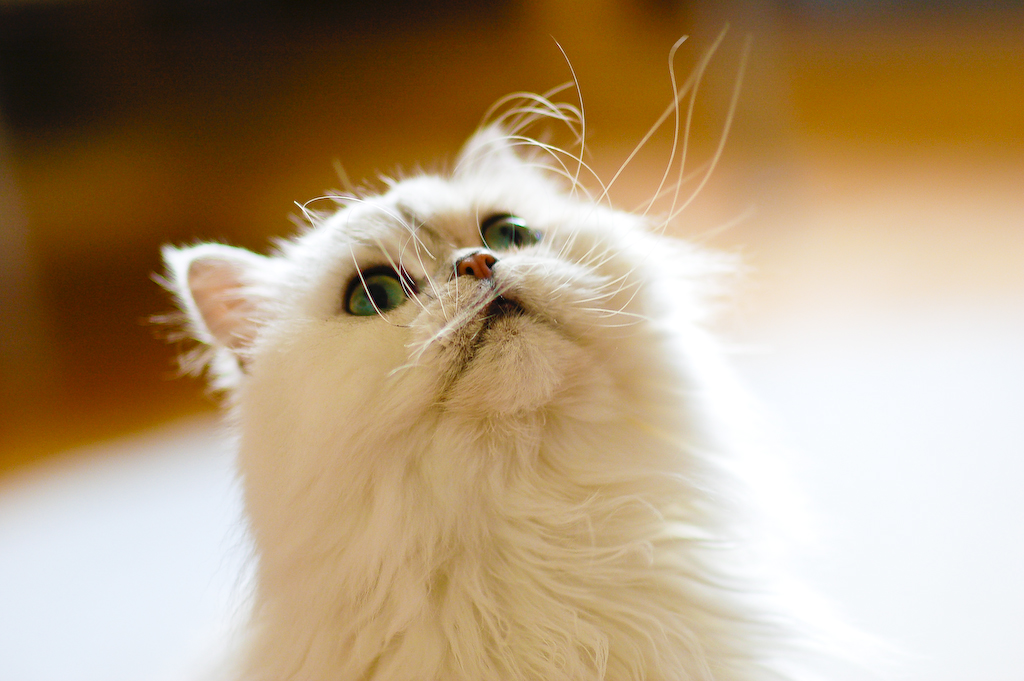
Un persan chinchilla silver.

Le persan chinchilla a été créé en 1880. Sa découverte est attribuée à Mme Vallence, une éleveuse britannique. Cette dernière a obtenu le premier persan à robe argentée. Ce persan, du nom de Silver Lambkin, était issu de l'accouplement d'un persan smoke (fumé) et d'un persan « silver tabby » (tigré de couleur grise). Le géniteur de Silver Lambkin est exposé au musée d'histoire naturelle de Londres.

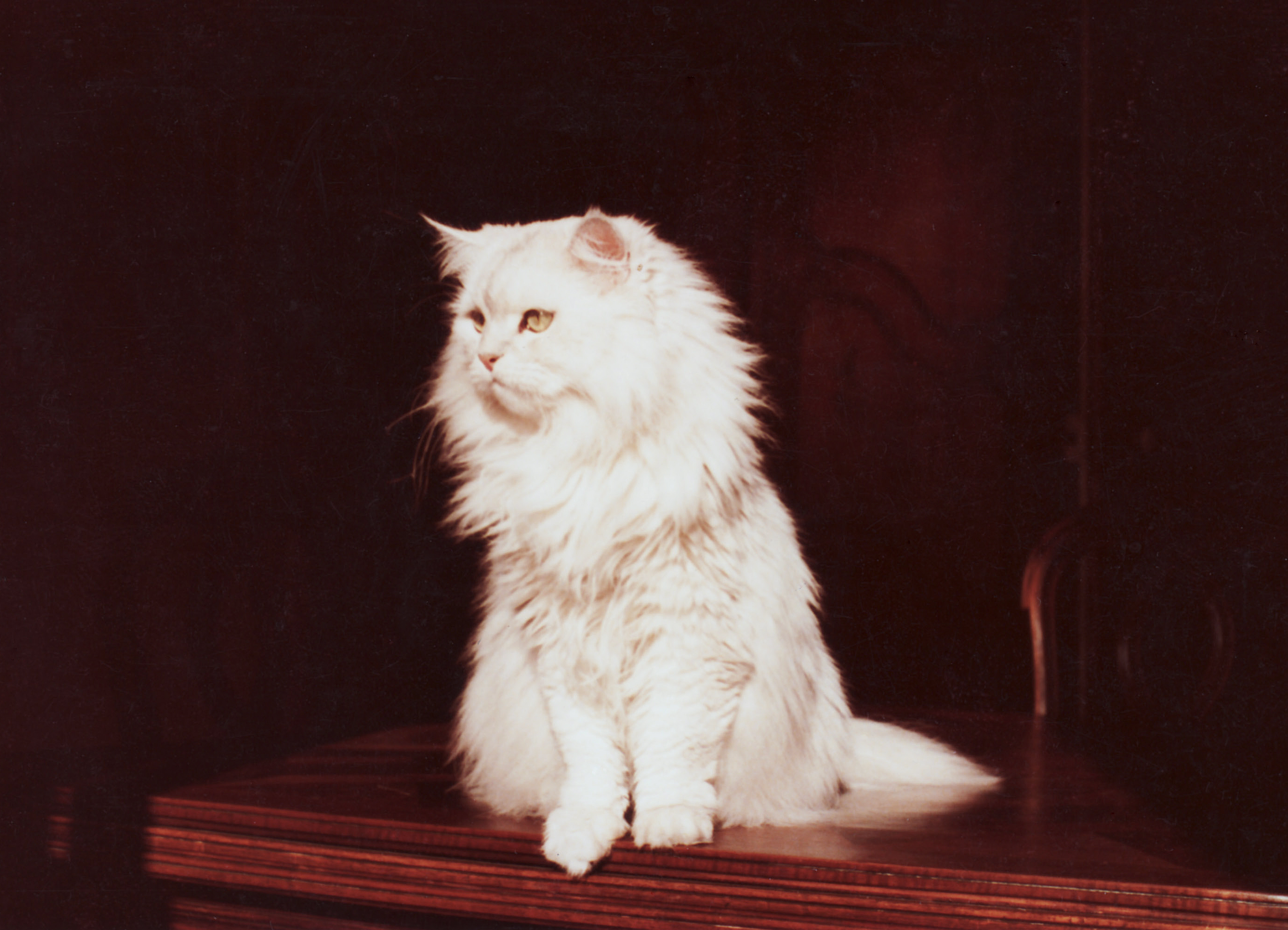
Chat persan chinchilla.

La variété fut baptisée « chinchilla » en référence au mammifère du même nom, on la surnomme fréquemment « silver persian » Cette variété a été travaillée durant de longues années. En effet, les premiers persans chinchillas avaient quelquefois des traces de pelage tabby et la robe était globalement plus sombre avec des reflets lavande. De plus, les éleveurs sélectionnèrent les chats aux yeux verts car c'est une particularité très importante chez les persans chinchillas. La sélection très dure opérée par les éleveurs affaiblit énormément la branche européenne des persans chinchillas et celle-ci disparut durant la Seconde Guerre mondiale.

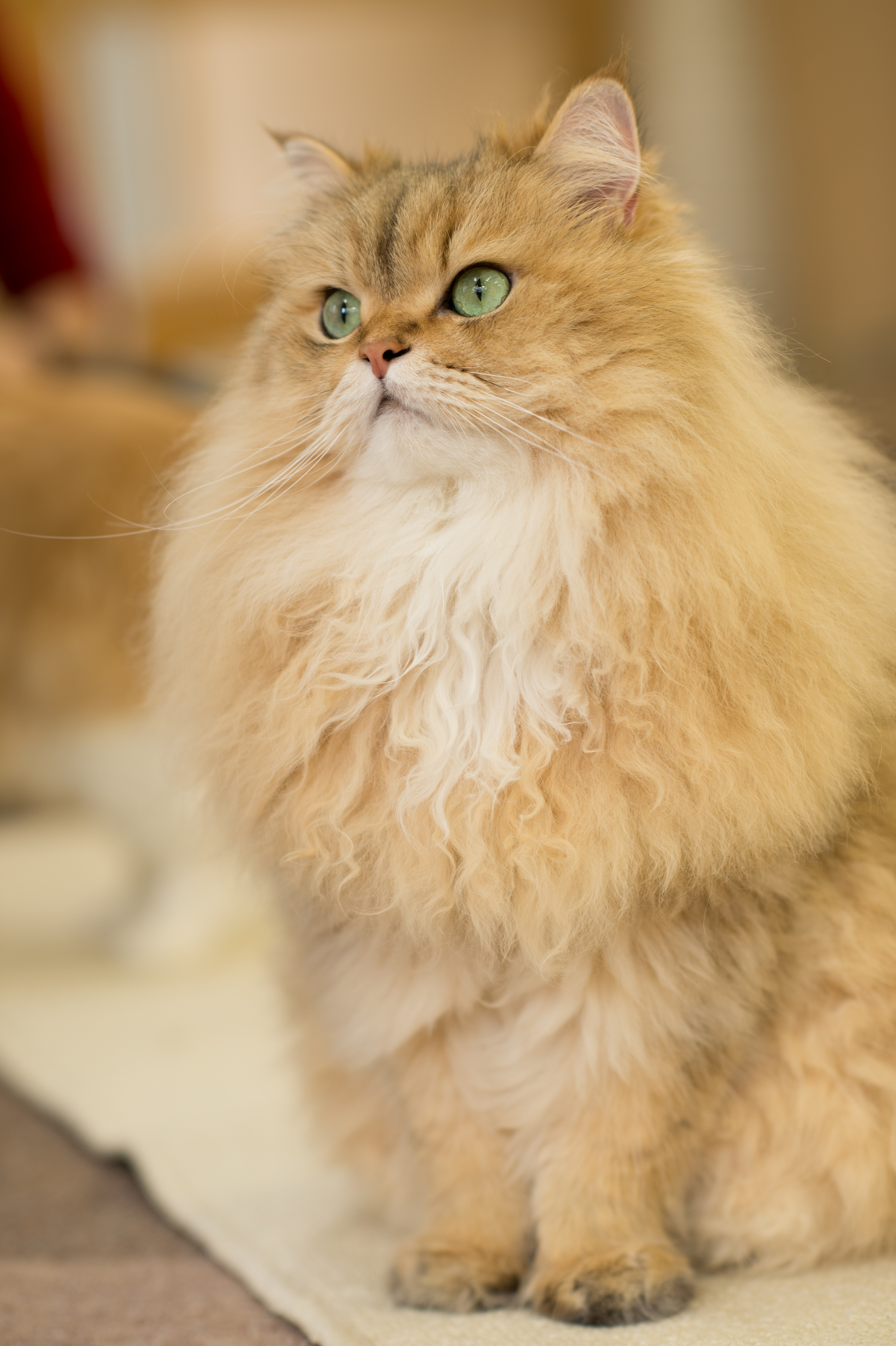
Persan golden tabby dans un bar à chats japonais.

C'est finalement en 1901, vingt-et-un ans après sa découverte, que la variété est reconnue par le Governing Council of the Cat Fancy (GCCF). Plus récemment, deux variétés de chinchillas ont été créées, il s'agit des persans « silver shaded » et des persans « golden shaded ». Ces derniers auraient été créés par le croisement de persans chinchillas et de persans bruns tabby.
Les persans chinchillas ont très souvent les yeux vert émeraude et maquillés, c'est-à-dire que l’œil est bordé de noir. La couleur verte apparaît environ sept mois après la mise bas. Il peut arriver qu'ils aient les yeux vert bleuté. Quelquefois, les « silver shaded » peuvent avoir des yeux cuivrés, ils peuvent dans ce cas être appelés « pewter » ou simplement « silver shaded aux yeux cuivre ». Les premiers pewter ont été le résultat de croisement entre des persans bleus, noirs et chinchillas.
Le tipping du chinchilla doit être présent sur tout le dessus du chat, de la tête jusqu'à la queue, il doit représenter, impérativement, un huitième de la longueur du poil. En aucun cas le chinchilla ne doit être blanc, ce qui est un défaut disqualifiant. Ce tipping est présent sur le dessus du corps et les flancs ; il est inexistant sur le ventre et le menton du chat. En effet, ces derniers doivent être blancs. Chez le silver shaded, le tipping recouvre environ un tiers du poil et il paraît plus sombre que le chinchilla, malgré son sous-poil entièrement blanc. Chez le golden shaded, le tipping représente un tiers du poil, l'autre partie étant abricotée. Le sous-poil du golden shaded est de couleur abricot et le bout de la queue est noir. Une base grisâtre ou une robe tirant plus vers le jaune ou vers le marron est un défaut important, ainsi que des marques tabby. Il existe également d'autres couleurs comme les shaded bleus, chocolats, lilas, roux ou crème, et même des shaded écaille de tortue.
Il faut faire attention à la sélection des partenaires. En effet, reproduire les chinchillas aux yeux émeraude avec d'autres variétés de persans (yeux cuivre ou bleus) fait généralement disparaître la couleur émeraude des yeux. Il ne faut pas non plus choisir des partenaires exclusivement chinchillas car les chatons résultant de l'accouplement deviendraient bien trop clairs pour respecter les standards. Souvent, leur nez est moins aplati et ressemble plus au type originel du persan. Fréquemment plus petits que les autres persans, ils ont également une tête moins large et des oreilles plus longues.

##### Robes caméo

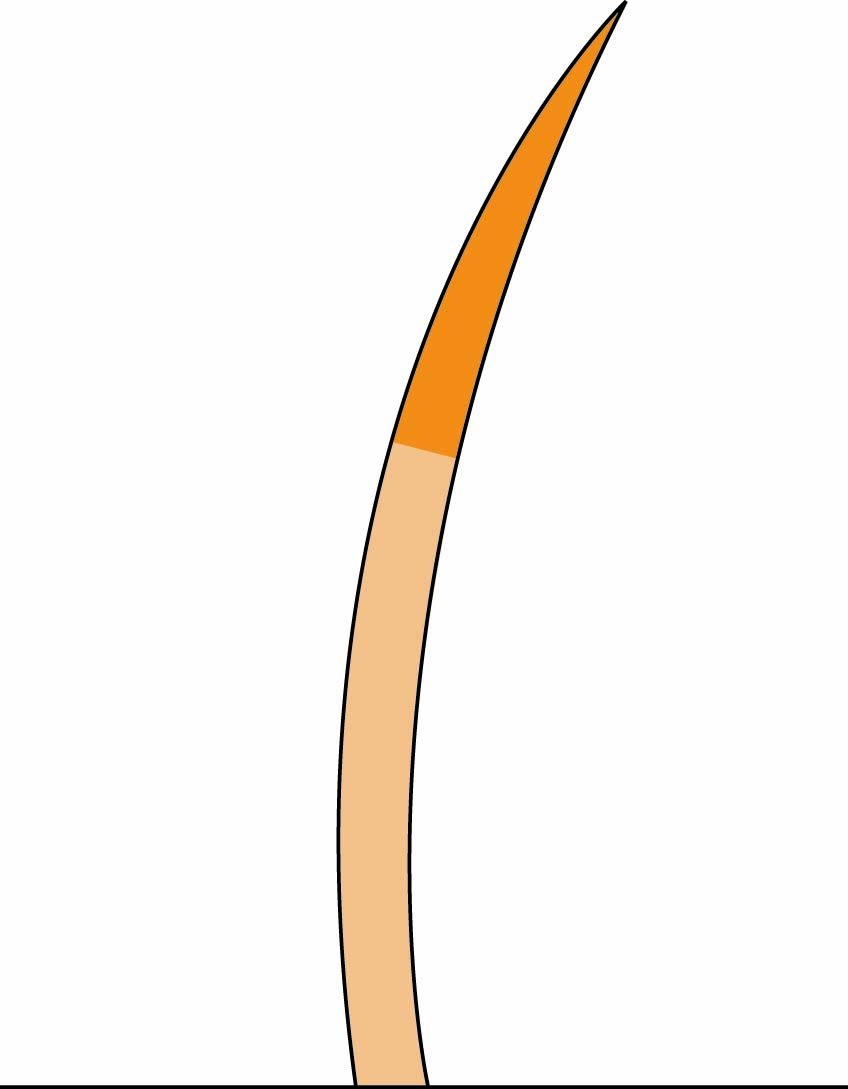
Poil caméo.

Le persan caméo, ou cameo en anglais, désigne la couleur « red silver shaded » (et leur variation shell et crème) créé en 1934 aux États-Unis. Il est issu d'un croisement entre persans chinchillas et persans roux. Il se peut également qu'il provienne d'un croisement persans fumés et persans écailles de tortue, mais cette hypothèse est moins soutenue que la première. Le persan caméo doit son nom à une glace recouverte d'un coulis orange. En effet, les poils du caméo sont blanc ivoire ou argenté, mais leur extrémité est rousse. Ce persan est reconnu depuis 1950 comme race à part entière aux États-Unis. En revanche, le Royaume-Uni et la France, l'ont classé comme variété de persan chinchilla, après l'avoir découvert en 1975.

#### Persans colourpoint
Les persans colourpoint sont considérés comme une race à part, appelée himalayen, dans certains pays. Ce nom provient d'une race de lapins qui possède également une robe colourpoint. Ces persans sont tour à tour appelés himalayens, colourpoint ou encore « persan de Malaisie ».
Les persans colourpoint sont le fruit de recherche sur le gène siamois. Ces recherches étaient menées aux États-Unis et en Suède entre 1924 et 1930. De ces recherches est née « Débutante », la première chatte à poil long et robe de siamois. Par la suite d'autres programmes furent menés en France et c'est en 1935, que les chats de type « Khmers » apparaissent. Mais cette nouvelle race, en tout point semblable au persan « colourpoint actuel », fut abandonnée en 1955 car trop typés oriental.
Le véritable persan colourpoint fut créé par des programmes d'élevage lancés en 1947 en Grande-Bretagne et aux États-Unis : il s'agissait de croisement entre une siamoise au poil mi-long et des persans noirs et bleus. C'est finalement en 1955 que la race fut reconnue en Angleterre et en 1957 aux États-Unis. Il fallut attendre 1958 pour que le colourpoint remporte le premier prix du meilleur chat à poil long.
Les premières couleurs obtenues étaient le « seal point » (marques noires ou marron très foncées), le « chocolate point », le « bleu point » et le « lilas point » puis d'autres couleurs ont rapidement suivi comme le crème, l'écaille de tortue, le roux ou le tabby. Des variétés « shaded » et « smoke » existent également. Les persans colourpoint ont toujours les yeux bleus : cette caractéristique physique est associée au gène qui donne la robe de type colourpoint au chat.

## Races dérivées ou améliorées par le persan

### L'exotic shorthair

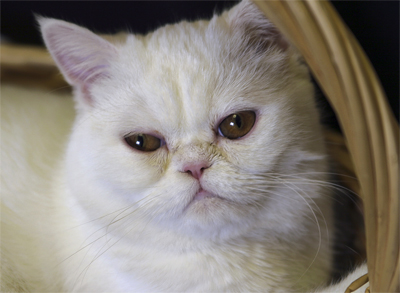
Exotic shorthair blanc.

L'exotic shorthair, parfois simplement appelé « exotic », est la seule variété de persans à poil court reconnue par les standards. Il a la même tête que le persan, c'est-à-dire, nez plat et tête ronde. Il est né du croisement du persan avec l'american shorthair entre 1950 et 1960, à la suite de programmes d'élevages menés aux États-Unis.
Le gène récessif du poil long réapparaît de temps en temps dans les portées d'exotics. L'exotic à poil long est considéré comme un persan par la FIFé et la TICA et comme une variante de l'exotic par la CFA et la GCCF. Cette différence d'appréciation reflète un débat sur l'appartenance à une race, à savoir selon ses origines (pedigree) ou selon son apparence : l'exotic à poil long est identique à un persan, mais a des parents exotics shorthairs et toutes les fédérations ne le reconnaissent pas de façon identique.

### L'himalayen
L'himalayen, aussi appelé « Colourpoint » ou « Colorpoint », est un persan colourpoint. En dehors de sa robe, il est en tout point semblable au persan. Le nom fait référence à une race de lapin domestique qui présente une robe identique.
Créé par des programmes d'élevage consistant à croiser un chat colorpoint à poil long avec des persans noirs et bleus, l'himalayen est reconnu en 1955 en Angleterre et en 1957 aux États-Unis,. D'abord inscrite comme une race par la Cat Fanciers' Association (CFA), l'himalayen est inclus dans la race « persan », en tant que division supplémentaire dans les années 1980. Il est encore considéré comme une race par certaines fédérations comme l'ACFA ou la TICA.

### Autres races
Le persan a participé à l'amélioration ou à l'obtention de nombreuses races de chat à poil mi-long. Le sacré de Birmanie pourrait être le résultat inattendu de l'élevage visant à obtenir le persan colourpoint. Le selkirk rex possède une version à poil long dont l'origine remonte au croisement entre la première chatte à poil bouclé et un persan. De même, le tiffany est issu d'un croisement entre un persan chinchilla et un burmeseTiffanie . Une variante du munchkin, le minuet est également issu d'un croisement avec un persan. Le persan est utilisé par les éleveurs de scottish fold afin d'éviter l'ostéochondrodysplasie, un trouble pathologique de l'ossification provoqué par le gène dominant responsable de la pliure de l'oreille de cette race, bien que le british lui soit préféré.

## Caractère

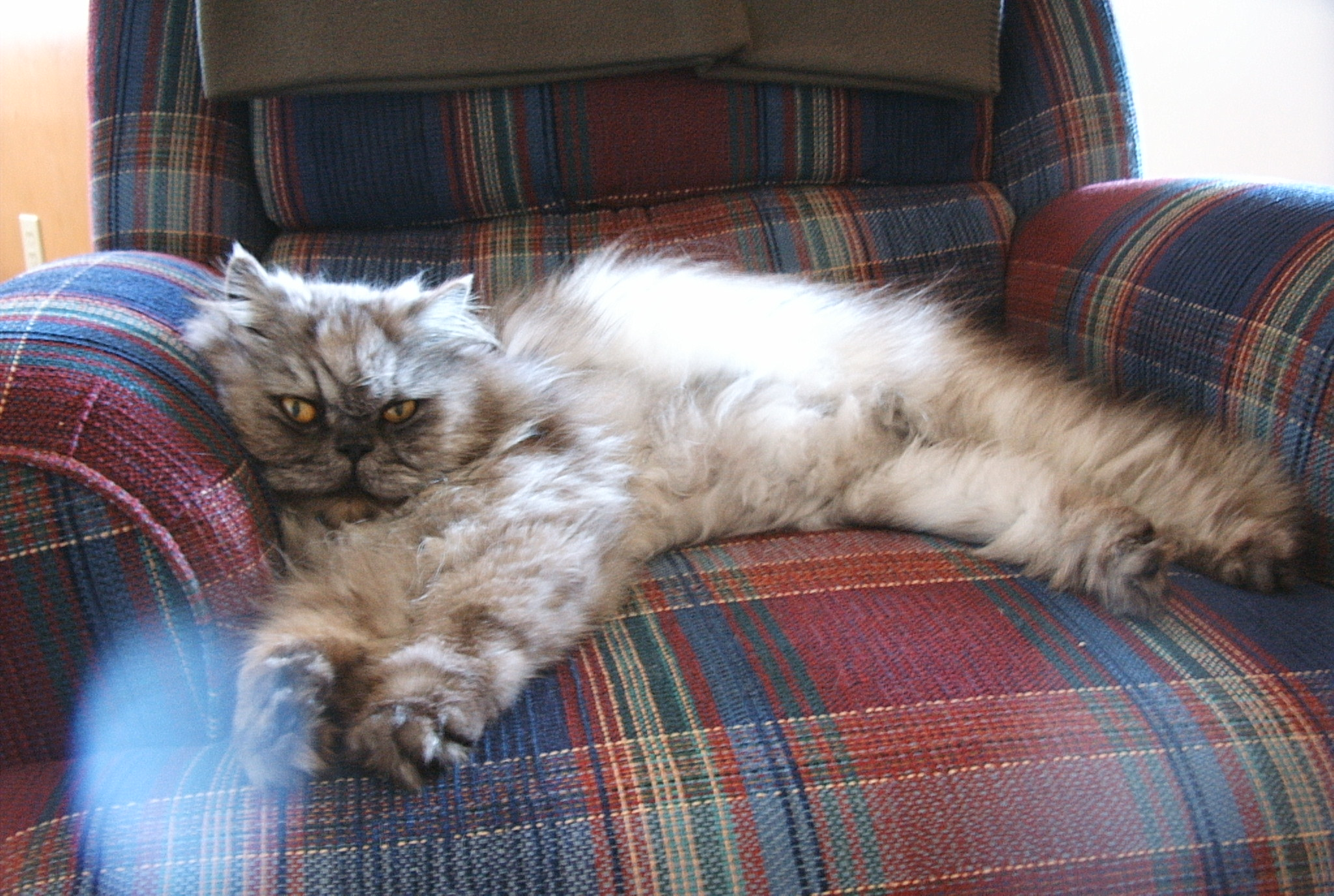
Le persan est considéré comme un chat calme et casanier.

Le persan est généralement décrit comme un chat calme. Casanier et placide, c'est un chat qui s'adapte facilement à la vie en appartement, mais il peut aussi avoir envie de se dépenser de temps en temps dans le jardin et est tout à fait capable de chasser ou de grimper aux arbres. Toutefois, s'il est habitué étant jeune à vivre en plein air, il est vif et se comporte comme tout chat domestique. Enfin, le persan est également plus actif lorsqu'il est tondu>. On cite souvent le persan comme un « chat-chien ».
En règle générale, on considère que le persan colorpoint est plus dynamique, plus énergique que les persans classiques en raison de l'influence du gène siamois.

## Élevage

### Acquisition d'un persan
La France compte environ deux mille éleveurs de persans actifs depuis 2003, bien que seuls mille soixante-six d'entre eux aient déclaré une portée au cours des deux dernières années. La plupart d'entre eux déclarent entre une à quatre portées par année mais on compte en France environ une vingtaine d'éleveurs qui, chaque année, ont plus de dix portées au sein de leur élevage.
Le prix d'un persan varie fortement selon l'âge, la descendance et les qualités esthétiques de l'individu, mais également selon l'éleveur. En 2004, le prix d'un chaton était compris entre 500 et plus de 1 400 €. En 2006, il est estimé qu'un chaton n'est jamais vendu en dessous de 305 €. Les saillies sont également à ce prix.

### Reproduction

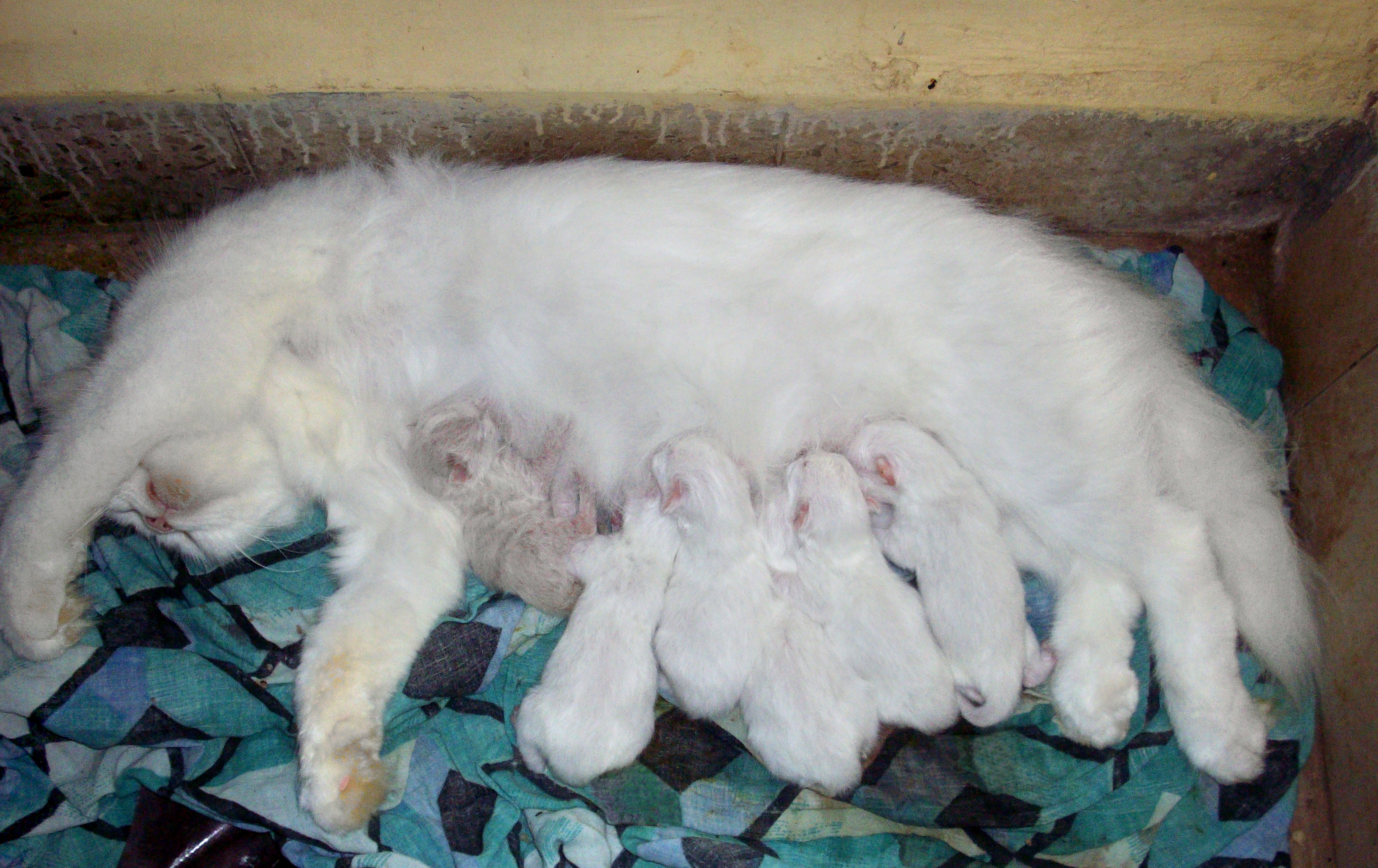
Les portées de plus de quatre chatons sont rares.

La puberté des femelles persans arrive tardivement. Deux études menées en 1977 et 1978 ont montré que le premier œstrus se trouvait en moyenne entre 10,4 et 12,1 mois et des valeurs comprises entre 4 et 21 mois[pas clair]. Il n'y avait pas de différences entre les persans et les himalayens, mais les races de type oriental comme le burmese ont en moyenne leur premier œstrus plus tôt. Les chats à poil long, dont le persan, sont plus sujets à une fluctuation du nombre de portées en fonction de la saison : un pic de reproduction se produit au printemps et une période d'anœstrus en automne. Toutefois, il est possible de minimiser cette variation en augmentant le temps d'exposition à la lumière de la chatte.
Les portées sont en moyenne de deux à trois chatons selon les statistiques du LOOF et sont de 2,9 à quatre chatons par portée selon des études menées en Amérique du Nord et au Royaume-Uni. Il est fréquent que la femelle ait des difficultés lors de la mise bas. Ces problèmes sont dus au volume important de la tête des chatons, et la dystocie touche jusqu'à un tiers des naissances. La mortalité des persans est donc plus élevée que la majorité des autres races : selon les études, elle se situe entre 10,8 et 22,1 %. Les défauts congénitaux sont cependant rares chez le persan, en comparaison avec d'autres races : il est de 3 à 9 %, tandis que la moyenne sur toutes les races de chat va de 9 à 19,7 %. L’accouchement doit si possible être surveillé. Les persans chinchillas atteignent leur maturité sexuelle plus rapidement que les persans classiques. En comparaison avec le persan classique, le colourpoint est plus actif et plus précoce sexuellement. La femelle colourpoint donne également des portées plus nombreuses.
La plupart des chats persans ne sont pas destinés à la reproduction et seulement 266 mâles contribuent à plus de la moitié des chatons en France. La plupart des mâles reproducteurs font des saillies entre leur 1re et 4e année. cela pouvant toutefois aller jusqu'à l'âge de 14 ans. Il en va de même pour les femelles mais elles donnent très rarement naissance à des portées lorsqu'elles sont âgées de plus de 6 ans. On compte qu'en France, 629 femelles donnent naissance à plus de la moitié des chatons persans. Une étude effectuée sur les chats de race en Angleterre montre qu'en moyenne les femelles reproductrices ont 3,1 ans et que presque un tiers d'entre elles sont primipares ; cette étude n'a pas révélé de différences significatives par rapport aux autres races.
Les croisements avec des exotics shorthair sont les seuls autorisés en dehors de la race,.

### Entretien

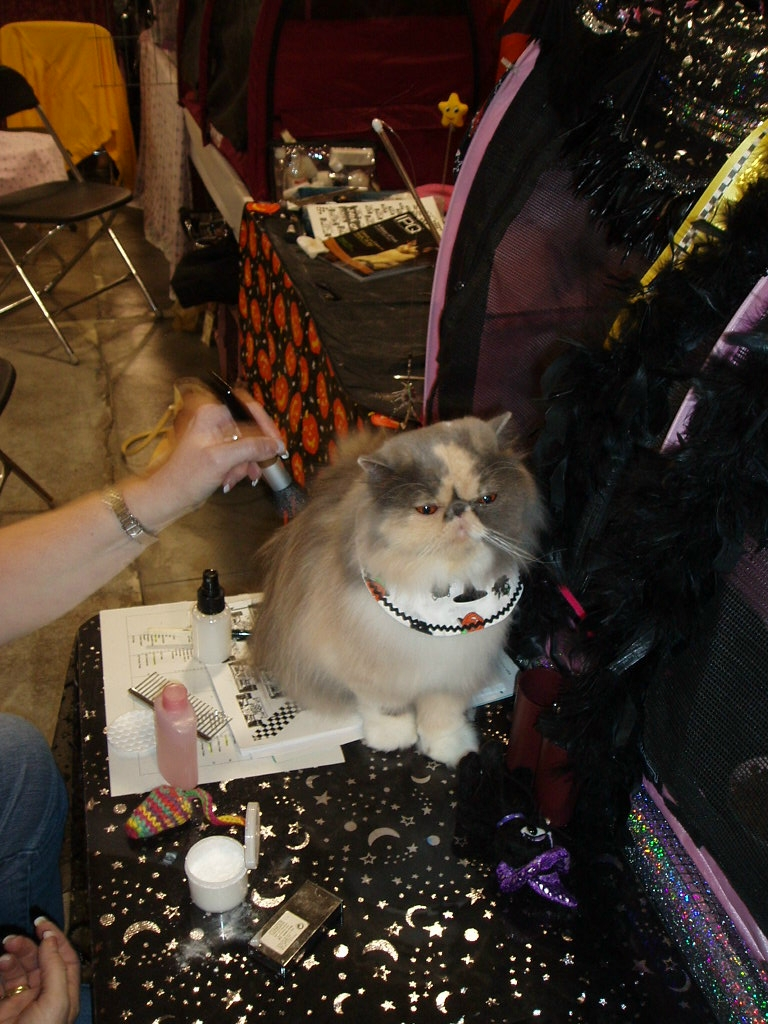
Séance de toilettage d'un persan avant la présentation au jury.

L’entretien d'un persan est délicat. Il faut notamment surveiller son alimentation car il est souvent sujet à l'embonpoint. Certains fabricants de nourriture pour chats vendent des croquettes spécialisées pour les chats persans : selon leur publicité, ces croquettes ont une forme ovale adaptée au palais du chat et une formule alimentaire permettant de protéger le système rénal et de donner un poil soyeux,.
Le persan a des poils longs, fins et denses, il faut par conséquent le brosser quotidiennement. Sans quoi, ces poils s'emmêlent et dans le pire des cas, les propriétaires de persans sont forcés de tondre leur animal. Pour un toilettage professionnel, il est conseillé d'utiliser au moins trois peignes différents : un à dents très espacées pour le dos et la queue, un avec des dents courtes très resserrées pour le visage et les parties sensibles et enfin un peigne intermédiaire pour les autres parties du corps, comme les flancs. Un bain mensuel est également indispensable au maintien de sa fourrure, certains éleveurs conseillant un bain par semaine. Il existe de nombreux shampoings professionnels adaptés aux couleurs des robes et des conditionneurs permettant de protéger le poil. Des traitements blanchissants permettent également d'obtenir une robe immaculée pour le persan blanc, bien que son utilisation doive rester parcimonieuse. Enfin, le séchage au sèche-cheveux est considéré comme une étape importante puisqu'il s'agit alors de donner du volume à la fourrure. Lors d'une exposition, l'éleveur peut également utiliser des atomiseurs pour redonner du volume à la fourrure ou diminuer l'effet de l'électricité statique.
La robe écaille de tortue a la particularité d'être plus facile d'entretien, car faisant moins de nœuds ; les chatons naissent avec un sous-poil gris qui disparait durant la croissance.
Outre le lavage, une coupe des poils peut être effectuée afin de mettre en valeur la forme ronde du visage et des yeux, la force du menton, etc. La coupe peut permettre de gagner quelques points dans la catégorie « Aspect général », qui demande un persan d'aspect raffiné, qualité assez subjective. Des ciseaux spéciaux pour le persan ont même été élaborés en association avec l’Amicale européenne des persans.
Les yeux du persan ont tendance à pleurer et doivent donc être nettoyés matin et soir,. Les oreilles, également assez fragiles, sont à nettoyer toutes les deux semaines environ.

### Santé
La santé du persan est controversée et considérée comme fragile. Cette race est prédisposée à plusieurs maladies, souvent du fait de leur conformation brachycéphale. Le Persan est ainsi prédisposé à l'entropion et au séquestre cornéen. Une étude menée sur 251 chats malades a montré que les tumeurs mammaires des persans sont principalement des fibroadénomes et des adénomes. En matière de reproduction, il a été remarqué que la chryptorchidie bilatérale, entraînant une stérilité totale, est plus fréquente chez le chat persan que pour toute autre race de chats. Le persan est également prédisposé à la cardiomyopathie hypertrophique du chat. Le persan bleu smoke à yeux jaunes peut être atteint d'une maladie génétique rare, le syndrome de Chediak-Higashi, une maladie hématologique qui se transmet de manière récessive.
En raison de ses poils longs, le chat persan est particulièrement vulnérable aux parasites tels que les puces. Il est prédisposé à la teigne, notamment par l'action de Microsporum canis,.

#### Polykystose rénale
La polykystose rénale autosomique dominante (PKD) est une maladie génétique fréquente chez le chat persan et l'exotic shorthair. Cette maladie héréditaire est autosomique dominante et touche généralement les deux reins. Selon différentes études menées entre 1999 et 2002 en Australie, en France, aux États-Unis, en Allemagne et dans les pays scandinaves, la prévalence de la maladie au sein de la race se situe entre 40 % et 50 %, sans différence significative entre les sexes, bien que l'on remarque une prévalence chez les femelles (43 % de femelles atteintes contre 38 % de mâles selon une étude française menée sur 220 chats persans). L'âge moyen de l'apparition des premiers signes cliniques se situe vers 7 ans, cependant la maladie est déjà détectable par échographie à l'âge de 10 mois.
Les recommandations vétérinaires en la matière conseillent un dépistage systématique par échographie des reproducteurs dès l'âge de 10 mois afin d'éliminer du système de reproductions les sujets touchés par la maladie. Contrairement aux États-Unis, en France, il n'existe encore aucun programme officiel de dépistage de la maladie, ce qui diminue les chances de voir la prévalence de la polykystose rénale diminuer jusqu'à l'apparition d'un test ADN capable de dépister les mutations.
En effet, un test ADN spécifique à la race a été créé chez Antagene en Europe et chez plusieurs autres laboratoires à travers le monde. Ce test dépiste les mutations du gène PKD1, responsable de la maladie. Il a l'avantage de pouvoir être fait dès le plus jeune âge du chaton, avant l'apparition des premiers kystes et de détecter les porteurs sains. Ce test a également permis de remarquer que les chatons de deux parents positifs homozygotes n'étaient pas viables ou mouraient quelques jours après la naissance.

### Génétique
Les poils longs du Persan proviennent d'un gène récessif. Il doit en effet être présent deux fois, pour que le chat ait les poils longs. Ce gène se trouve chez tous les chats à poils longs ou mi-longs, par exemple chez le Maine coon ou chez le Chat des forêts norvégiennes,. Cependant, les nombreuses sélections dans les élevages de persans ont permis d'accumuler de nombreux gènes à faibles effets individuels appelés polygènes. Ce sont ceux-ci qui déterminent la longueur de sous-poil ainsi que la finesse du pelage du Persan.

## Le persan dans l'art et l'histoire

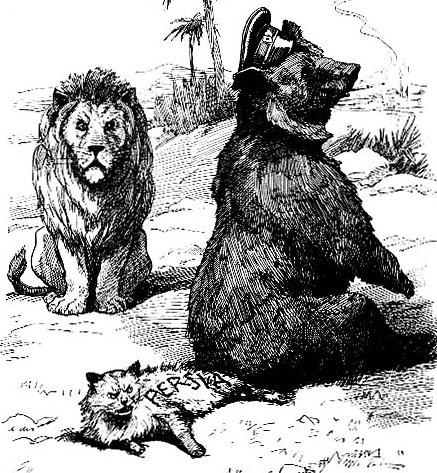
Un chat persan, représentant l'Iran, se fait écraser par l'ours russe sous le regard du lion britannique.
Dessin allégorique de 1911 illustrant un épisode du Grand Jeu.

Louis XV possédait un persan blanc. La reine Victoria a elle aussi longtemps possédé un persan bleu et un persan blanc du nom de White Heather. Parmi les autres personnages célèbres ayant possédé un persan, on compte également Raymond Chandler et son persan noir Taki ainsi que Marilyn Monroe.
En 1920, le livre The tiger in the house dépeint Ariel, un persan roux, animal de compagnie de l'auteur Carl Van Vechten. Molson, un persan bleu, est le personnage principal du roman pour enfant Dr Nightingale Meets Puss in Boots de Lydia Adamson. Ernest Hemingway décrivit le persan de son fils dans Paris est une fête.
Milton, un persan blanc et roux, est un personnage de Disney. « Persian puss » est le compère de Peter Patrick dans la série d'animation télévisée Peter & Persian de Oh Yeah! Cartoons, diffusé aux États-Unis sur Nickelodeon. Le persan est également présent au cinéma parfois comme personnage principal comme dans Comme chiens et chats où M. Tinkles est un persan blanc qui veut dominer le monde et souvent de simple apparitions comme dans Mes stars et moi, Nos voisins, les hommes ou encore le persan blanc de Ernst Stavro Blofeld de l'univers James Bond. Le chat d'Hermione dans la série de films Harry Potter est joué par deux persans roux Crackerjack et Pumpkin dans le film Harry Potter et le prisonnier d'Azkaban. « SH III » est un persan chinchilla présent dans les pubs pour la nourriture pour chat Purina Gourmet et dans les films Un vrai schnock (The Jerk) et Fantômes en fête (Scrooged).
Dans l'univers des jeux vidéo Pokémon, Persian est un félin ressemblant à un puma, évolution de Miaouss.
Le persan bleu « Wimauma Masterpiece of Chalsu » est le premier chat élu « chat de l'année » par le magazine Cats Magazine en 1947.